# Szanthoffer Imre
Szanthoffer Imre (Budapest, 1930. január 3. – Budapest, 2006. november 5.) grafikus, festőművész.

## Élete
Tanulmányait az Iparművészeti Főiskolán végezte. Tanárai Konecsik György, Hincz Gyula, Miháltz Pál voltak. Tanulmányai befejezése után plakátok, prospektusok tervezésével párhuzamosan grafikákat (linómetszetek, monotypiák, tusrajzok) és olajfestményeket készít.
Alkotásai több ízben szerepeltek a Műcsarnokban, a Nemzeti Galériában, a Miskolci Grafikai Biennálén valamint más budapesti és vidéki kiállító helyiségekben.
Az eltelt húsz év során többször szerepelt külföldi tárlatokon, így: Ausztriában (Bécs, Graz), Hollandiában (Amsterdam, Groningen, Rotterdam), Japánban (Tokió, Yokohama, Fukushima), Svájcban (Zürich, Neuchatel), USA-ban (Memphis, St. Louisa), és Angliában (London). SZOT-díjjal tüntették ki 1978-ban.

## Külső hivatkozások
- Festményei

1. 1 2 3 4  PIM-névtér. (Hozzáférés: 2023. július 10.)